# قطقاط أبيض الذيل
قطقاط أبيض الذيل يسمى أيضا زقزاق أبيض الذنب (الاسم العلمي:   Chettusia  leucura) (بالإنجليزية: White-tailed  Lapwing)‏ هو طائر ينتمي إلى (فصيلة: زقزاقية).